# Kazlje
Kazlje este o localitate din comuna Sežana, Slovenia, cu o populație de 168 de locuitori.